# Dvovišinska bradlja
Dvovišinska bradlja je gimnastično orodje, na katerem tekmujejo ženske. Sestavljena je iz dveh različno visokih drogov, ki so izdelani iz jeklenih drogov, obdanih z lesom ali iz plastične mase.

## Dimenzije
Mere orodja povzete po Fédération Internationale de Gymnastique (FIG):
- Višina vključno s 30 cm visoko blazino:
  - zgornja prečka: 245 cm
  - spodnja prečka: 165 cm
- Širina droga: cca 3,8 cm
- Dožina droga: 240 cm
- Diagonalna razdalja med drogoma: 130–180 cm (nastavljivo)